# چبورز
چبورز (به لاتین: Trzebórz) یک سکونتگاه مسکونی در لهستان است که در Gmina Kozielice واقع شده‌است.